# Avirostrum
Avirostrum is een geslacht van nachtvlinders uit de familie spinneruilen (Erebidae). De wetenschappelijke naam van de soort werd voor het eerst voorgesteld door George Thomas Bethune-Baker in 1908. 

## Soorten
- Avirostrum grisea
- Avirostrum lignaria
- Avirostrum ochraceum
- Avirostrum pallens
- Avirostrum pratti